# Nilmar Ruiz
Nilmar Gavino Ruiz (Rio de Janeiro, 5 de fevereiro de 1956) é uma professora e política brasileira, filiada ao Partido Liberal (PL). Entre 2001 e 2005, foi prefeita do município de Palmas, capital do Tocantins, tendo como vice-prefeito o ex-governador do estado, Raimundo Boi. Foi deputada federal pelo Democratas entre os anos 2007 e 2011.

## Formação
Pedagoga, com especializações lato sensu em Política e Estratégia Nacional, pela Associação dos Diplomados da Escola Superior de Guerra (ADESG/ UNITINS) em 1999 e em Administração Escolar, pela Associação Salgado de Oliveira de Educação e Cultura (ASOEC) em 1989. É, também, doutora honoris causa pela Faculdade de Educação Teológica da Amazônia em 2000.

## Trajetória na educação
Professora, coordenadora de projetos especiais e coordenadora pedagógica da Fundação Educacional do Distrito Federal (1989-2000); Coordenadora Pedagógica do Centro Educacional Canarinho, Brasília-DF (1982-1989);

## Secretária de Educação do Estado e da capital
Natural do Rio de Janeiro, filha de família simples, mudou-se para Brasília ainda jovem. Na capital Federal, formou-se em Pedagogia e adquiriu experiência em gestão escolar, ganhando projeção ao implantar o Programa de Escolarização de Meninos e Meninas de Rua do Distrito Federal (1990-1992).
Mudou-se para a capital do Tocantins, Palmas, em 1992, com a missão de estruturar a rede pública de ensino, no cargo de secretária municipal de Educação (1993-1994). Implantou a educação de jovens e adultos, o ensino religioso e organizou o ensino rural, um desempenho que a credenciou para ser secretária estadual da Educação e Cultura por duas vezes (1995-1998) (1999-2000).
No Estado, Nilmar levou a comunidade para participar e discutir o sistema de ensino, criando a "Escola Autônoma de Gestão Compartilhada" e ampliando o "Construção da Cidadania".
Entre outros avanços, possibilitou a oferta de formação superior para milhares de professores, implantou o grande programa de alfabetização "ABC da Cidadania", iniciou a informatização das escolas, fortaleceu a educação indígena e fez com que o Tocantins fosse um dos primeiros estados a implantar as mudanças estabelecidas na Lei de Diretrizes e Base (LDB) da educação, conseguindo colocar 97% das crianças na escola.

## Prefeita de Palmas
A frente da Prefeitura da capital (2001-2004), era chamada de "prefeita comunitária", pelo pioneirismo que obteve com o Planejamento Participativo e pelo diálogo que mantinha com a população e as lideranças de bairro – suas reuniões envolveram, no total, mais de 40 mil pessoas. Com o Shopping da Cidadania, ela descentralizou os serviços públicos.
Levou à frente ideias inovadoras, enxergando novas oportunidades para Palmas, gerando empregos e imprimindo uma nova identidade para a capital mais jovem do Brasil.
Implantou o ecoturismo – com a instalação do pólo de Taquaruçu – e traçou a meta do turismo de eventos, iniciando as obras do centro de convenções Parque do Povo, promovendo o Carnaval fora de época e Palmas Parque, o grande atrativo de férias para as famílias palmenses e para turistas.
Também fez três praias (Prata, Graciosa e Praia das Arnos), dois distritos industriais (Ecoindustrial e Taquaralto), incentivou a produção de hortifrutigranjeiros nas áreas urbanas (projeto Hortas Comunitárias), gerando renda para o cidadão e diminuindo a dependência da produção externa.
A comunidade tinha mais possibilidade de lazer, com transporte público gratuito aos domingos; enquanto o trabalhador passou a contar com refeições a um real em dois restaurantes comunitários. Promoveu também a inclusão digital de milhares de crianças e jovens, criando o programa "Cidade do Conhecimento".
Ao longo de todo o mandato, a prefeita manteve uma aprovação popular superior a 70% e cumpriu, com rigor, as determinações da Lei de Responsabilidade Fiscal (LRF).

## Deputada federal
Atualmente em sua segunda experiência na Câmara dos Deputados (2007-2011), tem colocado o mandato parlamentar a serviço da população, em uma rotina de visita aos municípios e em reuniões com representantes de diversas entidades de classe, como a dos profissionais da educação, saúde, os agricultores, empresários e mototaxistas.
Mas sua principal bandeira continua sendo a educação. Como titular da Comissão de Educação e Cultura, a deputada participou ativamente da aprovação do Fundeb e vem defendendo um maior investimento para o ensino básico, melhores condições de trabalho para os professores e a valorização do ensino à distância.
Entre os municípios que representa, tem um carinho especial por Palmas, não apenas por ter sido prefeita e por ter sido eleita a deputada com maior votação da cidade, mas também por ter adotado Palmas como sua terra. Por isso, destinou 2 milhões de reais no Orçamento da União para a construção de dois hospitais, nas regiões Norte e Sul. Também tem defendido bandeiras para a retomada no desenvolvimento da cidade, com destaque para o turismo.
Na primeira vez que assumiu o cargo de deputada (2000), enquanto suplente, integrou comissões importantes, como a de Constituição e Justiça e da Educação – nesta, colaborou decisivamente para criação da Universidade Federal do Tocantins (UFT).